# Jewbilee
«Jewbilee» (En España e Hispanoamérica «Jubileo Judío») es el noveno episodio de la tercera temporada de la serie animada South Park.  Es el tercer y último episodio de la Trilogía de la lluvia de meteoros teniendo esta vez como protagonistas a Kyle y a Kenny. quienes asisten a un campamento de boy scouts judío. El episodio es una sátira a los conceptos erróneos del judaísmo.

## Trama
Mientras Sheila y Gerald Broflovski asistirían a la fiesta ofrecida por el Sr. Mackey a la lluvia de meteoros. Kyle y Ike se preparan para ir al campamento de boy scouts judíos y sobre todo Ike estaría en la primera etapa conocida como "los gorriones". Como Kenny no tenía nada que hacer en la noche de la lluvia de meteoros, Kyle decide invitarlo al campamento para acompañarlo tanto a la lluvia de meteoros como al jubileo judío. Aunque los padres de Kyle advierten que Kenny por no ser judío no podía estar en el jubileo, Kyle lo haría pasar como judío a su vez que Kenny desea ir, lo cual confirman los padres de Kyle al llamar a los muy permisivos padres de Kenny. De camino al campamento, Sheila le habla a Kenny sobre sus creencias para poder pasar inadvertido y Kyle le pide respetuosamente actuar como un judío cualquiera.
Una vez los Broflovski llegan para luego irse a la fiesta del Sr. Mackey, los chicos entran al campamento. Ike por ser principiante entra a "los gorriones", facción del campamento compuesta de niños pequeños de su misma edad, el cual haría senderismo por los alrededores mientras que Kyle inicia a Kenny como campista judío. Durante la iniciación recitan un juramento y a su vez es expulsado un niño chino judío. Aunque para Kenny resultan absurdas las costumbres del campamento se termina quedando hasta dedicarse a hacer manualidades para Moisés, el cual es convocado y pide varias manualidades como tributo; collares hechos de palomitas de maíz, estatuas de animales hechas con jabón y esculturas de macarrones. No obstante, luego de que Kenny le presentase a Moisés una escultura en jabón de él, Moisés descubre que no es judío y ordena que lo expulsen, la orden se lleva a cabo dado que además Kyle no hace nada para impedir que saquen a su amigo. Triste, Kenny va caminando a casa donde en el camino observa a la ATF en camino a la casa del Sr. Mackey donde creían que había un culto suicida (todo esto visto en el capítulo anterior). Por otro lado en el campamento, los líderes de las principales facciones judías se reúnen, entre las que se encuentra la antisemita liderada por Garth. Garth es luego expulsado de la reunión después de exponer el liberar a Hamán. Garth al ver los tributos dados por los niños a Moisés recita las palabra de un libro de culto oscuro donde encierra a Moisés en una caracola y los campistas son encañonados por Garth con un revólver y encerrados en una de las cabañas para presenciar como Garth convocaba a Amán como su nuevo líder en lugar de Moisés.
Por otro lado; Shlomo, el líder de los gorriones, decide capturar un oso durante el senderismo para poder ganar así una medalla Chutzpah y ascender como líder de los scouts. Sin embargo, cada miembro de los gorriones es capturado por el oso. Shlomo sintiéndose frustrado vuelve al campamento para asumir sus responsabilidades pero al ver el culto a Amán trata vanamente de liberar a Moisés de la caracola. Kenny posteriormente es capturado por el oso, pero el oso no había asesinado a los gorriones sino más bien llevándolos al cumpleaños de uno de sus crías. Kenny quien había visto las acciones de Garth le pide a la osa, a sus crías y a los gorriones a que salven a Moisés y al campamento. Los gorriones logran liberar a los demás campistas de la cabaña pero aun así libres no logran evitar la aparición de Amán. A pesar de las protestas de Kyle, Kenny salva a todos sacrificando a toda costa su vida rompiendo con su cabeza la caracola liberando así a Moisés quien derrota rápidamente a Amán y seguidamente mata a Garth. Al saber que Kenny lo había salvado, Moisés pida que se conmemore a Kenny por haberlo liberado y ordena a los judíos hacerle en su honor (a Kenny) dibujos en papel con macarrones y adornados con escarcha.